# Otto Lenel
Otto Lenel (Mannheim, 13 de dezembro de 1849 – Freiburg im Breisgau, 7 de fevereiro de 1935) foi um jurista, historiador do direito e romanista alemão. Sua importância para a área do Direito Romano, especialmente na descoberta de Interpolações dos textos originais, é reconhecida como imensa. Suas obras de maior destaque foram a reconstrução do Edictum perpetuum e a Palingenesia.

## Biografia

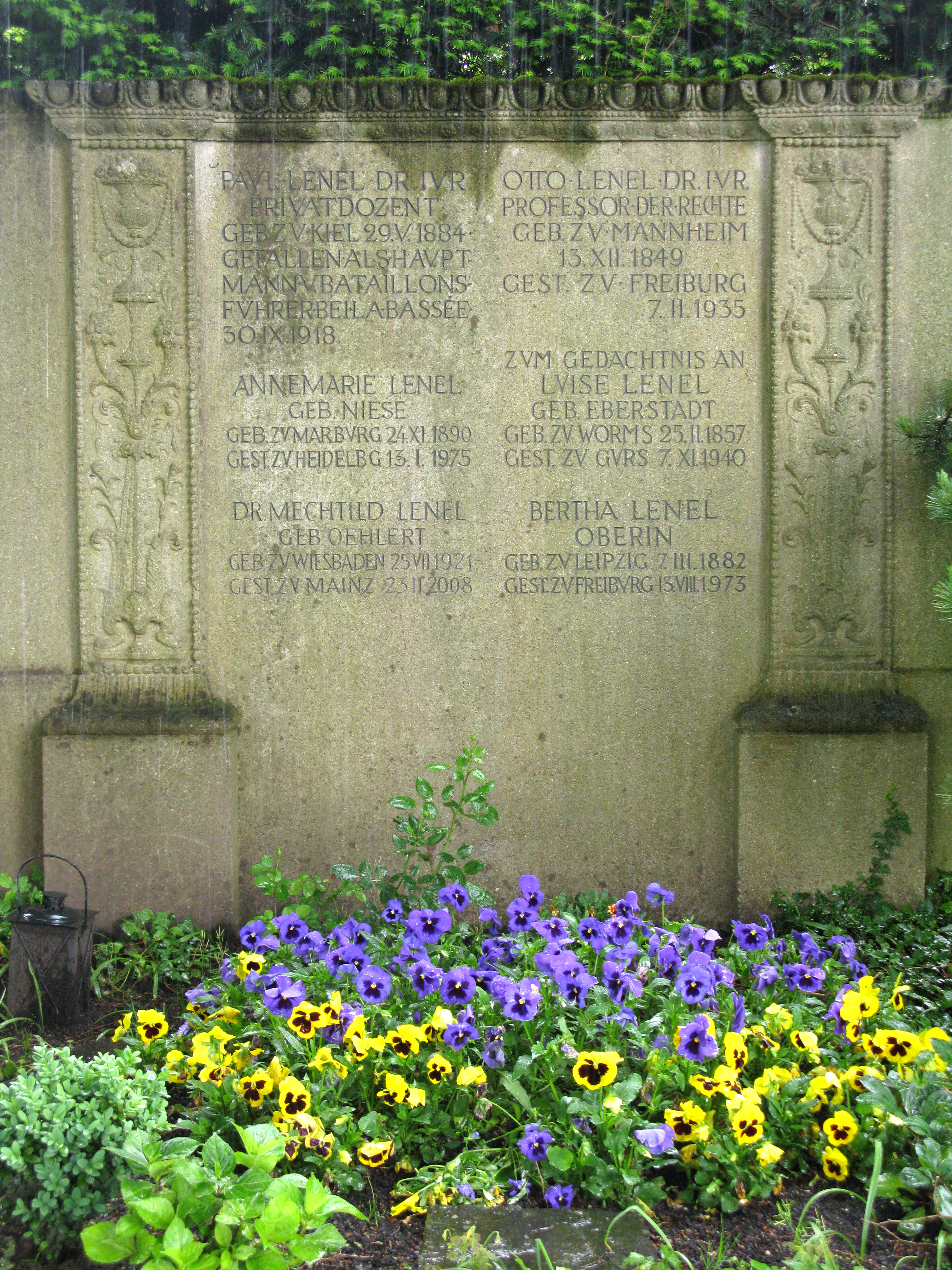
Túmulo da família no Cemitério Principal de Freiburg

Seguindo o seu desejo, o corpo foi sepultado de forma discreta, e nenhum obituário foi publicado na Alemanha. Sua viúva Luise, nascida Eberstadt (Frankfurt, 25 de fevereiro de 1857), já com mais de 80 anos, e sua filha Bertha Lenel (Friburgo - 7 de março de 1882) foram levadas, a 22 de outubro de 1940 ao Campo de Concentração de Gurs, na França. A viúva morreu no campo de concentração, a 7 de novembro de 1940, enquanto Bertha Lenel sobreviveu.
Em homenagem aos 50 anos de morte de Lenel, em 7 de fevereiro de 1985, foi aposta à sua residência, à Rua Holbeinstraße em Friburgo, uma placa comemorativa. Ademais, o destino da família Lenel tornou-se parte do Projeto Stolpersteine.

## Publicações selecionadas

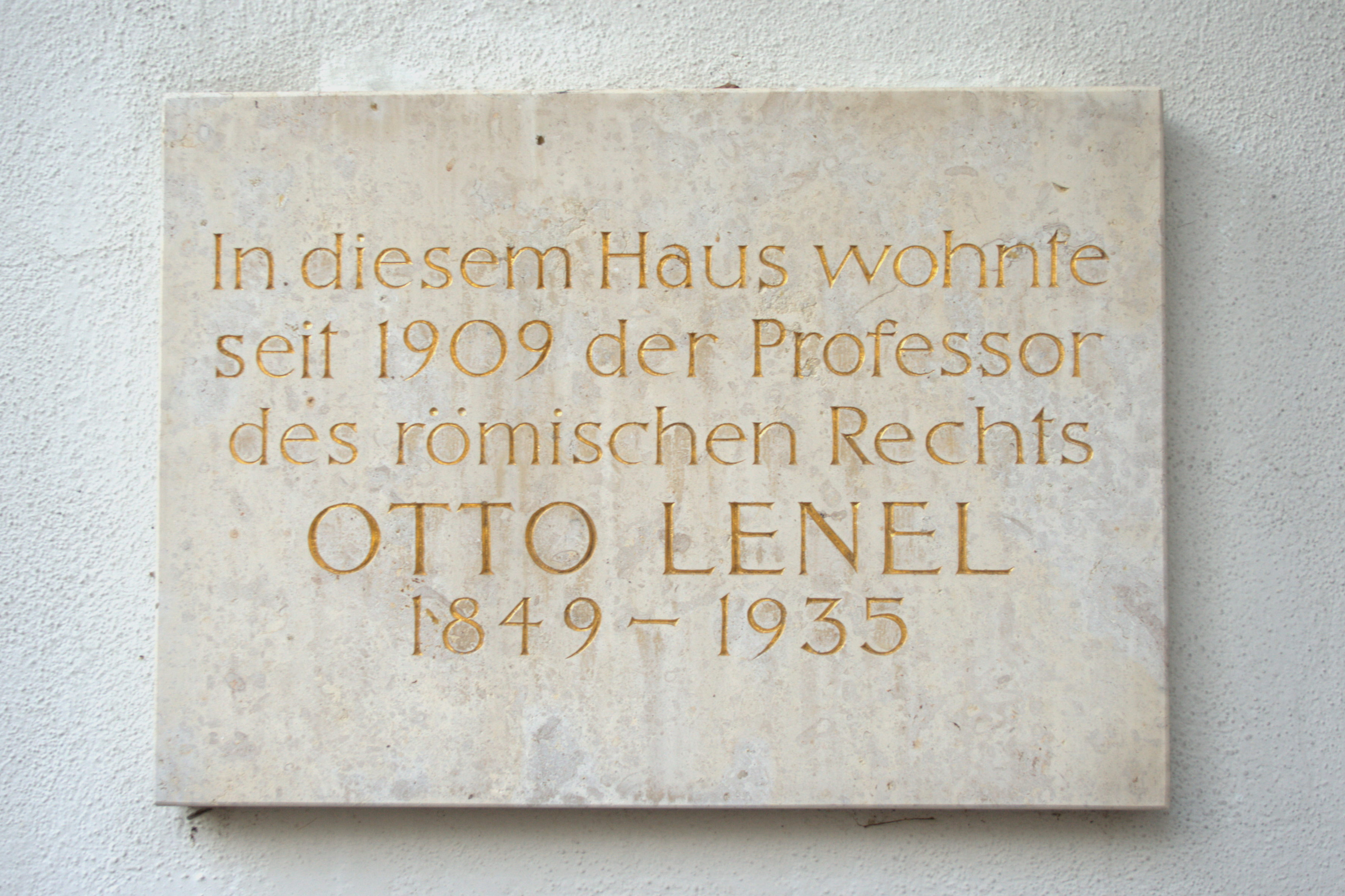
Placa comemorativa afixada à casa da Família Lenel em Friburgo.

- Placa comemorativa afixada à casa da Família Lenel em Friburgo.Sobre a Origem e a Dimensão das Exceções (Über Ursprung und Umfang der Exceptionen), 1876
- Vontade da Parte e Consequência Jurídica (Parteiabsicht und Rechtserfolg), 1881
- O Edictum perpetuum. Uma tentativa de reconstrução, galoardada com o Prêmio da Fundação Savigny (Das Edictum perpetuum. Ein Versuch zu seiner Wiederherstellung, mit dem für die Savigny-Stiftung ausgeschriebenen Preise gekrönt), Leipzig 1927; 1ª ed., 1883.
- Palingenesia juris civilis, 2 vols., 1887–1889
- A Doutrina da Pressuposição (com referência à Proposta de Código Civil) (Die Lehre von der Voraussetzung (im Hinblick auf den Entwurf des bürgerlichen Gesetzbuches)), AcP 74 (1889), 213–239.
- Representação e Procuração (Stellvertretung und Vollmacht), 1896
- Da Constituição Imperial (Ueber die Reichsverfassung), 1920